# Прочанок болотяний
Прочанок болотяний (Coenonympha tullia) — вид лускокрилих комах з родини сонцевиків (Nymphalidae).

## Поширення
Вид поширений в помірній та субарктичній Європі, Азії та Північній Америці. Поширений у тундрі, вологих луках, низовинних болотах. На півдні ареалу трапляється лише на субальпійських луках. В Україні поширений в Карпатах, рідкісний у лісовій зоні.

## Опис
Довжина переднього крила 18-22 мм. Самиці більші. Крила зверху вохристо-жовті. Переднє крило з дрібною, не завжди вираженою світлою плямою біля вершини, якому з нижньої сторони крила відповідає дрібна світла пляма з темним центром. По краю заднього крила іноді розташовані 1-3 світлих вічка. Нижня сторона переднього крила вохристо-жовта, привершинна область і зовнішній край світло-сірі. Заднє крило знизу сіре з білою плямою неправильної форми і з дрібними вічкастими плямами антимаргінального ряду або без них; прикоренева половина заднього крила густо опушена. Статевий диморфізм виражений слабо, самиці більші і ледь світліші.

## Спосіб життя
Метелики літають у липні-серпні. За рік буває одне покоління. Самиці відкладають яйця по одному на стебла і листя кормових рослин або поблизу від них на поверхню ґрунту. Гусениці з'являються через 8-10 днів. Кормові рослини гусениць — злаки, осокові. Зимують гусениці 2-3 віку.